# Leptogenys buyssoni
Leptogenys buyssoni é uma espécie de formiga do gênero Leptogenys, pertencente à subfamília Ponerinae.